# مستشفى أهل مصر
مستشفى أهل مصر لعلاج الحروق، هي مستشفى خيري أسستها مؤسسة أهل مصر في القاهرة عام 2013 وتم افتتاحها في عام 2024، وهي أول مؤسسة غير ربحية من نوعها في الشرق الأوسط وإفريقيا مخصصة لعلاج الصدمات وإصابات الحروق والوقاية منها وأبحاثها.